# Breške Hrvatske
 Breške Hrvatske su nekad bile samostalnim naseljem na području današnje općine Tuzle, Federacija BiH, BiH.

## Povijest
Za vrijeme socijalističke Jugoslavije spojene su s Breškama Muslimanskim u novo naselje Breške.